# Marco Antônio de Mattos Filho
Marco Antônio de Mattos Filho (Passo Fundo, Rio Grande do Sul; 3 de julio de 1986), conocido como Marquinho, es un futbolista brasileño, juega de centrocampista defensivo y su actual equipo es el Atlético Paranaense
Entre los diversos logros en su carrera está haber sido finalista de la Copa Sudamericana 2009 con Fluminense, mismo club en el que un año más tarde consiguió el Campeonato Brasileño de Serie A.
Cabe destacar que jugó en equipos como: Palmeiras, Botafogo, Figueirense FC, Fluminense, AS Roma, Hellas Verona, Ittihad, Udinese Calcio y Atlético Paranaense.
| Total partidos | Goles | Asistencias | Minutos por gol | Minutos jugados |
| -------------- | ----- | ----------- | --------------- | --------------- |
| 296            | 39    | 39          | 466             | 18.163          |

## Palmarés

### Campeonatos internacionales
| Título            | Club                | Sede     | Año  |
| ----------------- | ------------------- | -------- | ---- |
| Copa Sudamericana | Atlético Paranaense | Curitiba | 2018 |